# Truen
Truen lub Trun – wieś położona w północnej części Albanii w gminie Blerim. Wieś znajduje się 99 kilometrów od stolicy państwa, Tirany.

## Demografia
Według spisu ludności z 1989 roku we wsi Truen mieszkało 322 mieszkańców.